# Игор Домников
Игор Александрович Домников (на руски: Игорь Александрович Домников) е руски журналист.

## Биография
Роден е на 29 май 1959 година в Томск. Учи журналистика в Томския университет, но не се дипломира. През 1981 година се установява в Норилск, където работи в местните вестници „Норилский строител“ (1981 – 1991), „Заполярная правда“ (1991 – 1995) и основания от самия него „69 градусов“ (1995 – 1998). Заради конфликт с местните власти е принуден да напусне града и започва работа за московския вестник „Новая газета“.
Игор Домников умира на 16 юли 2000 година в Москва, след като няколко дни по-рано е пребит с чук пред дома си.
През 2013 година за десетки престъпления, сред които и убийството на Домников, са осъдени членовете на престъпна група от Набережние Челни. През 2017 година като поръчител на убийството е обвинен местният политик от Липецк Сергей Доровской, обектът на журналистическо разследване за корупция на Домников, но той не е осъден заради изтичане на давността на престъплението.